# Capetown Challenger 1988
Il Capetown Challenger 1988 è stato un torneo di tennis facente parte della categoria ATP Challenger Series nell'ambito dell'ATP Challenger Series 1988. Il torneo si è giocato a Città del Capo in Sudafrica dal 21 al 27 novembre 1988 su campi in cemento.

## Vincitori

### Singolare
Jimmy Arias ha battuto in finale  Matt Anger con il punteggio di 6–4, 3–6, 7–6

### Doppio
Matt Anger /  Greg Holmes hanno battuto in finale  Royce Deppe /  Michael Kures con il punteggio di 6–2, 6–1